# 1951 à Terre-Neuve-et-Labrador
Chronologie de Terre-Neuve-et-Labrador
- 1947
- 1948
- 1949
- 1950
- 1951
- 1952
- 1953
- 1954
- 1955

Cette page concerne des événements d'actualité qui se sont produits durant l'année 1951 dans la province canadienne de Terre-Neuve-et-Labrador.

## Politique
- Premier ministre : Joseph Smallwood
- Chef de l'Opposition :
- Lieutenant-gouverneur :
- Législature :

## Événements
- 21 février : lors d'une traversée entre Aldergrove (Irlande du Nord) et Gander (Terre-Neuve), un English Electric Canberra B.MkII devient le premier avion à réaction à traverser l'Atlantique sans escale. Le Sqn Ldr A E Callard réalise une traversée de 4 heures et 37 minutes à la moyenne de 723,33 km/h sur 3 330 km. À bord de l'appareil se trouvaient également Flt Lt A Haskett ainsi que Flt Lt A Robson DFC.
- 26 novembre : élection générale terre-neuvienne. Joey Smallwood (libéral) est réélu premier ministre de Terre-Neuve-et-Labrador.